# 大成国
大成国为1855年至1864年，由天地会在广西建立的农民政权。
咸丰五年（1855年）4月广东天地会首领陈开、李文茂率领农民军四万余，由广州撤离，乘船千余进入广西，攻占潯州府（今桂平），建立大成国，蓄发易服，改浔州为秀京，年号洪德，并设宫铸钱。陈开称平浔王，封李文茂为平靖王，梁培友为平东王，梁大昌为定北王。后进兵邕宁（今南宁）、柳州等地，长期与清朝对抗。1861年8月清军陷浔州，陈开被俘被殺。餘众继续對抗。同治三年（1864年），大成国失败。